# Banned on Vulcan
Banned on Vulcan – minialbum amerykańskiego artysty rockowego Voltaire’a.
Album ukazał się w 2001 nakładem wydawnictw Planet Grey Records oraz Projekt Records. Na albumie znajdują się cztery piosenki w zabawny sposób komentujące bohaterów i wydarzenia ze świata serialu Star Trek.
Utwory The U.S.S. Make Shit Up i The Sexy Data Tango w wersjach na żywo znalazły się na albumie Live!. Utwór Screw the Okampa (I Wanna Go Home) śpiewany jest na melodię standardu folkowego Sloop John B.

## Lista utworów
1. „Whorf’s Revenge (Klingon Rap)”
2. „The U.S.S. Make Shit Up”
3. „The Sexy Data Tango”
4. „Screw the Okampa (I Wanna Go Home)”